# Raúl Sanguineti
Raúl Carlos Sanguineti (Paraná, 2? de febrero de 1933 - Buenos Aires, 6 de agosto de 2000) fue un Gran Maestro Internacional de ajedrez argentino, siete veces campeón nacional.

## Biografía
Sanguineti fue campeón argentino en siete oportunidades: 1956, 1957, 1962, 1965, 1968, 1973 y 1974, lográndolo tres veces sin derrotas (57, 68 y 73). Ganó el torneo de San Pablo de 1957, el de Punta del Este de 1964, el de San Pablo de 1975 y los magistrales Konex y de Mar del Plata de 1976. Fue campeón interzonal sudamericano invicto en Fortaleza de 1975.
Representó a su país en las Olimpíadas de ajedrez de Moscú 1956 (Medalla de Oro primer tablero de reserva), Munich 1958, Varna 1962 (Medalla de Oro cuarto tablero), La Habana 1966, Lugano 1968, Niza 1974 y Haifa 1976. En sus participaciones olímpicas obtuvo un total de 67 puntos en 95 partidas (+46, =42, -7), con una efectividad del 70,5%.
Durante su carrera venció a un número de grandes maestros de primer nivel, como Kotov, Fischer, Matanović, Szabó y Portisch. La partida que se muestra más abajo es su triunfo contra Portisch en el interzonal de Biel 1976.
|       |       |       |       |       |       |       |       |       |  |
|       | a8    | b8    | c8    | d8    | e8    | f8    | g8 bd | h8 kd |  |
| a7    | b7    | c7    | d7    | e7    | f7    | g7 pd | h7 pd |       |  |
| a6    | b6    | c6    | d6    | e6    | f6 pd | g6    | h6    |       |  |
| a5    | b5    | c5    | d5    | e5    | f5 pl | g5    | h5    |       |  |
| a4 ql | b4    | c4    | d4 pl | e4 pd | f4 nl | g4    | h4    |       |  |
| a3    | b3 pd | c3 qd | d3    | e3 pl | f3    | g3    | h3    |       |  |
| a2    | b2    | c2 rd | d2    | e2    | f2    | g2 pl | h2 pl |       |  |
| a1    | b1    | c1    | d1    | e1    | f1 rl | g1 kl | h1    |       |  |
|       |       |       |       |       |       |       |       |       |  |

Lajos Portisch (Hungría) v. Raúl Sanguineti (Argentina). Biel, 1976; defensa Nimzoindia.
1.d4 Cf6 2.c4 e6 3.Cc3 Ab4 4.e3 c5
5.Ad3 O-O 6.Cf3 d5 7.O-O b6 8.cxd5 exd5
9.Ce5 Ab7 10.Ce2 c4 11.Ac2 Cbd7 12.f4 b5
13.Ad2 Axd2 14.Dxd2 Cb6 15.Cg3 a5 16.a3 Cc8
17.Cf5 Ce7 18.Tf3 Ce4 19.Axe4 dxe4 20.Cxe7+ Dxe7
21.Tff1 f6 22.Cg4 Ad5 23.f5 b4 24.Cf2 Tfc8
25.axb4 axb4 26.Txa8 Txa8 27.Ch3 c3 28.bxc3 Ta2
29.Dc1 b3 30.c4 Tc2 31.Da1 Axc4 32.Da8+ Df8
33.Da4 Dc8 34.Tb1 Rh8 35.Cf4 Ag8 36.Tf1 Dc3  0-1
En 1980 recibió el Premio Konex - Diploma al Mérito como uno de los 5 mejores ajedrecistas de la Argentina.